# Hypothermia
Hypothermia è un film del 2010 diretto da James Felix McKenney.

## Trama
La storia parla di due amici che pescando nel lago vengono aggrediti da mostri sanguinari.